# 電動サンダー
電動サンダー（でんどうサンダー、英：Electric Sander）は、木材・金属の研磨・塗装はがし・錆び落としなどに使用される携帯式電動工具である。
JIS規格における用語としては「サンダ」。主なタイプは、「オービタルサンダ」「ランダムサンダ」「デルタサンダ」などがある。サンディングディスクを小刻みな振動または回転させることにより、研磨をおこなう。

## 歴史
携帯式オービタルサンダを最初に開発したのは、1951年にドイツのFesto（現在のフェスツールFestool）社で、現在サンディング作業現場で一般的に使われているダブルアクションサンダの原点である。フェスツール社は、1965年にはすべてのサンダを人体に有害な粉塵から護るため、強制吸塵する集塵式にしている。
世界初のランダムアクションサンダは、1988年にボッシュ社が開発した。ベルトサンダは、1926年にポーターケーブル社 (PORTER-CABLE) のEmmonsによって開発された。

## 種類

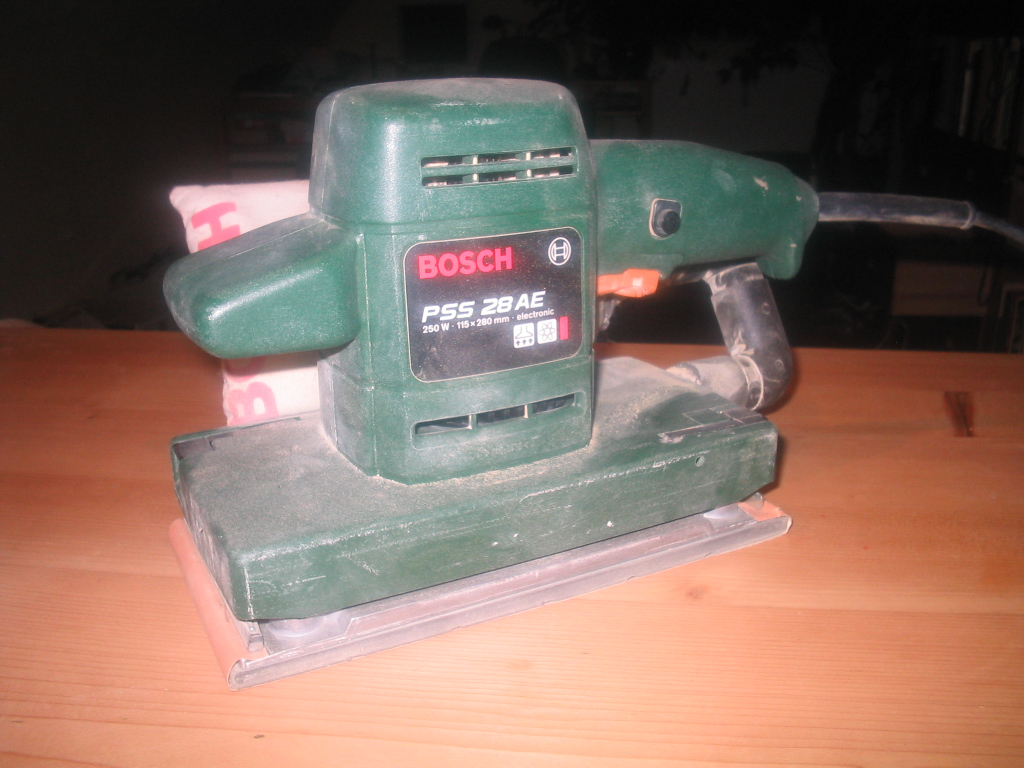
オービタルサンダ

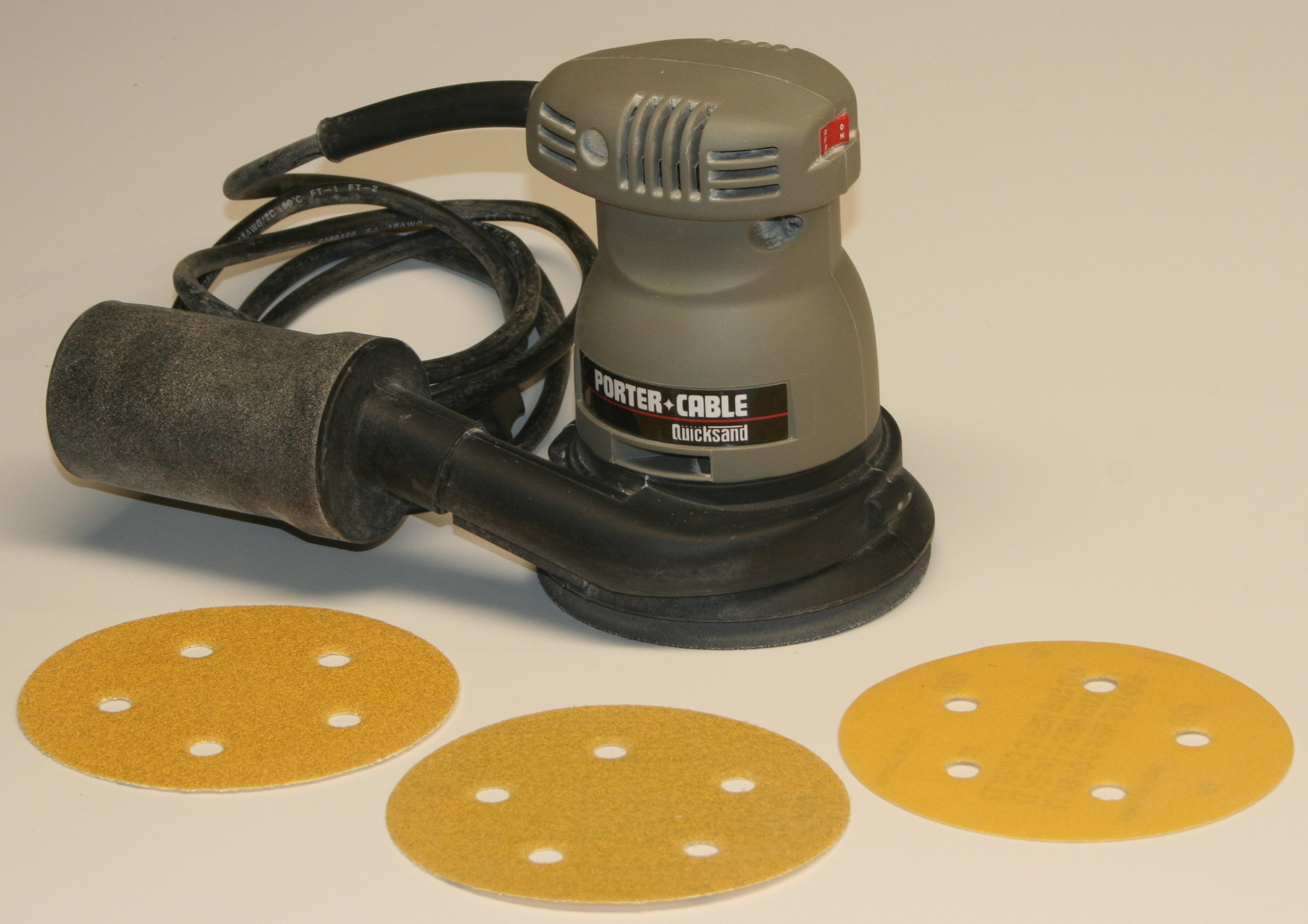
ランダムサンダ

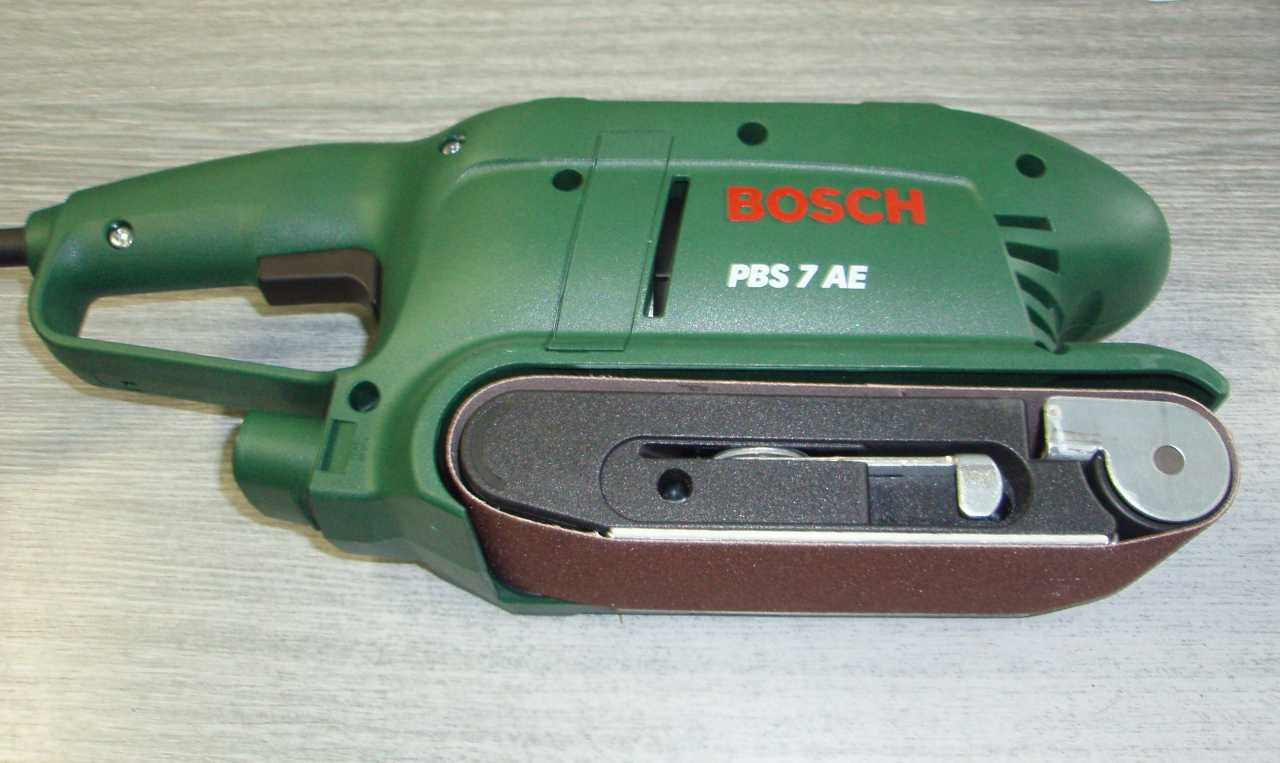
ベルトサンダ

オービタルサンダ (Orbital sander)
サンダのなかで最も一般的なタイプ。四角形のサンディングディスクを数ミリメートルの小さな振動により動かし、材料を研磨する。材料を削るほどの力はないが、塗装前に表面を平滑に仕上げたりフローリングのワックス落としに適している。使用時は、サンダの動きに合わせて軽く擦るように材料の上を動かして研磨する。強く押し付けるとディスクが目詰まりをおこしてしまうため、研磨面にいくつかの穴があり、研磨クズを吸引できるようなタイプの製品が多い。
ランダムサンダ (Random orbit sanders)
ランダムアクションサンダ、ランダムオービットサンダと呼ばれることもある。サンディングディスクは円形で、オービタル駆動しながらディスク全体が回転して材料を研磨する。オービタルサンダに比べ、より力強い研磨が行なえる。目の粗いサンドペーパーを使用すると研削に近い作業もできるので、金属の錆落としや塗装前の下地処理も可能である。
デルタサンダ (Delta sander)
サンディング面が三角形のサンダ。三角形になっていることにより、狭い隅部分の研磨も可能である。サンディング面の動きは細かな振動であり、使用時はゆっくりと軽く擦るようにして操作する。サンディングペーパーの種類も豊富で、木材の磨き用・つや出し用だけでなくタイル磨き用もある。
ベルトサンダ (Belt sander)
ベルト状につながれたサンディングベルトを連続的に循環させ、研磨する。広い面を研磨できるうえ、ベルトが一定方向に移動するので研磨クズの排出能力が非常に高く、作業スピードも速い。ベルトを支える部分が金属製のため、綺麗な平面加工が可能である。上下逆にして作業台に取り付けることで、卓上サンダとしても使用できる。サンディングベルトは、木工用・鉄工用・石材用など材料に合わせて専用のものを使用する。
ディスクサンダ (Disc sander)
回転のみで研磨を行なうタイプ。

## 主なメーカー
京セラインダストリアルツールズ、工機ホールディングス、マキタ、ボッシュ、ブラック・アンド・デッカー、フェスツール (Festool) 、デュオルト (DEWALT)